# Élection législative partielle de décembre 1830 dans le 1er arrondissement électoral du Nord (Dunkerque)
Les élections législatives partielles de 1830 dans le 1er arrondissement électoral du Nord (Dunkerque) se déroulent le 20 décembre 1830.

## Circonscription
Le 1er arrondissement électoral du Nord (Dunkerque) en 1830  regroupait en 1830 les divisions administratives suivantes : Canton de Dunkerque-Est ; Canton de Dunkerque-Ouest ; Canton de Bergues ; Canton de Gravelines ; Canton de Bourbourg ; Canton d'Hondschoote et le Canton de Wormhout.

## Contexte
Arguant de problèmes familiaux, Benjamin Morel démissionna le 22 novembre 1830, mais celui çi se representa dès le 20 décembre suivant.

## Résultats[1]
- Député sortant : Benjamin Morel (Majorité ministérielle)

| Candidat         | Candidat        | Parti                  | Premier tour | Premier tour | Second tour | Second tour |
| Candidat         | Candidat        | Parti                  | Voix         | %            | Voix        | %           |
| ---------------- | --------------- | ---------------------- | ------------ | ------------ | ----------- | ----------- |
|                  | Benjamin Morel* | Majorité ministérielle | 226          | 91,12        |             |             |
| Inscrits         | Inscrits        | Inscrits               | 449          | 100,00       |             |             |
| Abstentions      |                 |                        |              |              |             |             |
| Votants          | Votants         | Votants                | 248          | 55,23        |             |             |
| Blancs et nuls   |                 |                        |              |              |             |             |
| Exprimés         |                 |                        |              |              |             |             |
| * député sortant |                 |                        |              |              |             |             |